# Randall Flagg
Randall Flagg – fikcyjna postać wykreowana przez Stephena Kinga. Niektórzy uważają go za główny czarny charakter, archetyp spersonifikowanego zła i złej woli ukazany w wielu utworach Kinga. Flagg po raz pierwszy pojawił się w powieści z 1978 roku pt. „Bastion”, jako najwyższy wróg. Podobną rolę odegrał w powieściach „Oczy smoka” i „Mroczna Wieża”, a w drugiej z nich nastąpiło prawdopodobnie jego ostateczne przedstawienie, pomijając domniemane wzmianki na jego temat w innych utworach.
Randall Flagg opisywany jest zazwyczaj jako nie wyróżniający się wyglądem, niedbale ubrany w typowy amerykański strój. Jego cele koncentrują się przeważnie wokół siania destrukcji i doprowadzania do konfliktów. Pojawia się pod wieloma imionami, od „mrocznego mężczyzny” po „wędrującego gościa” odzwierciedlającymi jego demoniczną naturę. Jest on również czarnoksiężnikiem, przychodzącym z „zewnątrz” i żyje od wieków, jednakże nie może zapamiętać każdego ze swych żywotów.

## Imiona, wygląd i rola
Flagg nosi różne imiona, poczynając od tak mitycznych jak Nyarlathotep (postać Lovecrafta, na której mógł być wzorowany), na zwyczajnych, często spotykanych kończąc. Ponieważ wiele imion, których używa ma inicjały R.F., pojawienie się postaci o takich inicjałach, niekiedy wskazuje czytelnikom na obecność Flagga. Jest on również bliski wizerunkowi „zwiastuna nieszczęść”, zwłaszcza w Bastionie i postaci Ahaswerusa, legendarnego Żyda – tułacza. Pisuje pamflety dla Ku Klux Klanu i innych równie radykalnych organizacji, by wywoływać spory, tam, gdzie jeszcze ich nie ma.
Wygląd Flagga nie jest wszakże przedstawiany, jako wzbudzający przerażenie. Jest on raczej przeciętnie wyglądającym mężczyzną, przybierającym postać najbardziej zbliżoną do ludzi, wśród których przebywa. Jednakowoż, jego ubiór najczęściej odpowiada stylowi amerykańskiemu. Nosi typowe ubrania amerykańskie, takie jak wytarte, niebieskie jeansy, bluzę z kapturem i buty-kowbojki ze ściętymi obcasami. Szczególnie warte opisania są „znaczki”, jakie kolekcjonuje i nosi przypięte do kurtki, podkreślające jego styl. Pośród nich znajdują się symbol pokoju, „uśmiechnięta buźka” i plakietka „CK”, która najprawdopodobniej oznacza Karmazynowego Króla (ang. Crimson King), chociaż jest również kojarzona z Calvinem Kleinem. W „Mrocznej Wieży” nosi także plakietkę z wyobrażeniem oka.
Niedawno Stephen King stwierdził, że Flagg i człowiek w czerni z „Mrocznej Wieży” są w rzeczywistości jedną postacią. Tym samym, chociaż imię „Randall Flagg” jest bardziej rozpowszechnione wśród fanów Kinga i częściej spotykane, trafniejsze może się okazać nazywanie go jego prawdziwym imieniem Walter o'Dim, bądź imieniem pod którym się urodził Walter Paddick.

## Pochodzenie
W większości powieści Kinga pochodzenie i prawdziwa natura Flagga pozostawione są wyobraźni i domysłom czytelnika. W Bastionie pojawia się sugestia że Flagg nie pamięta żadnego ze swych poprzednich wcieleń (prawdopodobnie dlatego, że ta jego wersja nigdy naprawdę nie miała dzieciństwa, a po prostu „pojawiała” się w jakimś punkcie w czasie), choć ma pojedyncze, mgliste wspomnienia dotyczące przynależności do marines, Ku Klux Klanu i bycia zaangażowanym w porwanie Patty Hearst. Jest też zaznaczone, iż zawsze był on zdolny do odnajdywania ekstremistów i jednoczenia ich dla swoich zbrodniczych celów.
Wiadomo, że Flagg nie zawsze znany był pod tym właśnie mianem; nosił wiele imion, z których niemal wszystkie miały inicjały „R.F.”. W Oczach smoka opisany jest jako sędziwy czarnoksiężnik, ostatecznie objawiający swoją demoniczną naturę. Z kolei w Rolandzie/Rewolwerowcu (I część Mrocznej Wieży) przedstawia siebie pod swym prawdziwym imieniem – Walter o'Dim – jako „Wiecznego Przybysza”.
Podczas finałowego przedstawienia Flagga w Mrocznej Wieży, wyjaśnia się, iż jest on w rzeczywistości człowiekiem urodzonym 600 bądź więcej lat temu w Delainie (opisanym w Oczach smoka). Mając trzynaście lat uciekł z domu, a rok później został napadnięty i poddany torturom przez bandytów czyhających na drodze. Odrzucił jednak pragnienie powrotu do domu, a zamiast tego ruszył dalej, by odnaleźć swoje przeznaczenie i poświęcić swoje życie dla ciemności. W determinacji, starał się dokonać zemsty na Delainie, gdzie doznał cierpień. Stając się potężnym czarnoksiężnikiem, Flagg zaczął siać niezgodę i konflikty w królestwie Delain oraz w sąsiednich krajach. Rzadko jednak działał wprost, preferując kierowanie innymi oraz wywoływanie wypadków przez lata, dekady, a nawet stulecia. W pewnej chwili, po opuszczeniu Delainu, zwrócił na siebie uwagę Karmazynowego Króla, by zostać jego posłańcem.

## Wygląd

### Bastion
Postać Flagga po raz pierwszy pojawia się z apokaliptycznej powieści Bastion z 1978 roku. Odegrał w niej rolę kojarzoną z antychrystem, próbując powstrzymać cywilizację od rekonstrukcji w Stanach Zjednoczonych po przejściu epidemii supergrypy. Flagg przedstawiony jest jako ucieleśnienie zła i przeciwstawiony Matce Abagail, uosobieniu dobra, skłania się on ku wprowadzeniu technologii, porządku, a także dyktatury wśród swych zwolenników w Las Vegas w Nevadzie. Opis Flagga według Toma Cullena:
| "Wygląda jak przeciętny facet, którego można spotkać na ulicy. Jest nijaki, ale kiedy się uśmiechnie, z drutów telegraficznych sypie się grad martwych ptaków. A kiedy spojrzy na ciebie w pewien szczególny sposób, zaczynasz mieć kłopoty z prostatą i czujesz pieczenie podczas oddawania moczu. Tam, gdzie splunie, trawa żółknie i więdnie. Zawsze jest na zewnątrz. Przybył spoza czasu. Nie zna siebie. Nie wie nic o sobie. Nosi imię tysiąca demonów. Kiedyś, dawno temu, Jezus uwięził go w stadzie świń. Jego imię brzmi Legion. Boi się nas. Ponieważ my jesteśmy z wewnątrz. Zna się na czarach. Wie wiele o magii. Potrafi przywoływać wilki i żyć w ciałach kruków. Jest królem nicości, ale lęka się nas. Boi się... wewnętrznej strony.” [według tłumaczenia Roberta Lipskiego] |

Flagg planuje zaatakować i zniszczyć inną budującą się społeczność w Boulder w Kolorado, czyniąc tym samym swoją cywilizację jedyną, jaka przetrwa. Jego starania zostają obrócone w niwecz, gdy ręka Boga zwraca się przeciw niemu, doprowadzając do detonacji bomby atomowej w tłumie jego zwolenników.
Czy w tym zdarzeniu Flagg zginął, czy nie, jest otwartą kwestią. W pierwotnej wersji powieści Stephen King daje do zrozumienia, że Flagg mógł przejść pozacielesne doświadczenia w chwili wybuchu, co pozwoliło mu na ucieczkę w duchowy (prawdopodobnie magiczny, jak sugerują późniejsze książki) sposób. Mimo tego, fizyczne ciało Flagga, musiało ulec zniszczeniu w eksplozji. Podczas, gdy pierwsza wersja Bastionu nie wspomina o przyszłych losach Flagga, jego rozszerzone wydanie z 1990 roku mówi, że Flagg ponownie pojawia się gdzieś na plaży, z całkowitą amnezją i daje do zrozumienia, iż kontynuuje on dzieło niszczenia ludzkiej rasy, w swojej nowej postaci.
Przed wydaniem Mrocznej Wieży, niektórzy fani wysuwali przypuszczenie, jakoby pierwotna i rozszerzona wersja Bastionu były w istocie równoległymi wersjami tej samej historii. Założenie odpowiadał teorii wielowymiarowości przedstawionej w Mrocznej Wieży, częściowo pokrywającej się z Bastionem. Jeśli tak, możliwe jest istnienie nieskończonej liczby „Flaggów” rozrzuconych po innych wymiarach. Teoria została jednak zakwestionowana w późniejszych tomach Mrocznej Wieży, gdzie zaznaczono, że istnieje tylko jedna prawdziwa wersja Flagga, choć pod kilkoma różnymi imionami.
Flagg zagrany został przez Jameya Sheridana w telewizyjnym miniserialu opartym na pierwotnej wersji Bastionu. Jest to jedyny, do 2005 roku, film, w którym pojawiła się ta postać.

### Oczy smoka
W powieści „Oczy smoka” z 1987 roku czarnym charakterem jest czarnoksiężnik, zwany Flaggiem. Choć nie jest jasno powiedziane, iż mowa o Randallu Flaggu, są wzmianki wskazujące na powiązania tej powieści z Mroczną Wieżą, a pośrednio również z Bastionem. Te postacie łączone są nawet z wydarzeniem w Sercach Atlantydów i do obu odnosi się określenie „mroczny mężczyzna”.
Ponieważ w „Oczach smoka” Flagg postępuje i wygląda nieco inaczej niż w „Bastionie” (głównie dlatego, że „Oczy smoka” są usytuowane w okresie odpowiadającym średniowieczu, podczas gdy „Bastion” rozgrywa się w czasach współczesnych), niektórzy uważają, że są to jego dwie odmienne wersje, pochodzące z różnych wymiarów, co daje wyraz koncepcji równoległych światów, przedstawionej w „Mrocznej Wieży”. Wszelako Stephen King silnie zaznacza, że są oni w rzeczywistości tą samą postacią. W ostatniej części „Mrocznej Wieży” okazuje się, że urodził się on w Delainie – krainie przedstawionej w „Oczach smoka”.
W krainie Delainu miał on trupiobladą twarz i opisywany jest jako „dobrze się trzymający”, „szczupły i surowo wyglądający mężczyzna koło pięćdziesiątki”: